# Анксиозност код здравствених радника током пандемије ковида 19
Појава анксиозности је уобичајена код особа које су изложене директном или индиректном контакту с оболелима у време пандемије.
С обзиром на то да таласи критично оболелих пацијената могу потрајати од неколико недеља до месеци, неопходно је да здравствени радници могу да раде пуним потенцијалом током дужег периода. Радници су суочени с изузетним оптерећењима, моралним дилемама и окружењем које се брзо мења, а које се увелико разликује од претпандемијског. Поред посла, здравствени радници се истовремено носе са друштвеним променама и емоционалним стресовима против којих се суочавају сви остали људи.
Пандемија ковида 19 у могућности је да значајно утиче на душевно здравље здравствених радника. Анализом, у којој је обухваћено тринаест студија с укупно 33.062 учесника, дошло се до закључка да знатан део здравствених радника доживљава поремећаје расположења и спавања током пандемије. Већа стопа афективних симптома јавила се код жена лекара и медицинских сестара у поређењу са мушким лекарима и медицинским особљем.
Различите студије за процену аксиозности спроведене су у Србији, Непалу, Индији, Шпанији, Кини, САД, Бангладешу итд.